# 金门高地国家公园
金门高地国家公园位于南非自由邦省，莱索托边境附近。占地面积为340km²。公园最著名的特点就是深深侵蚀着金色、赭色和橙色调的砂岩悬崖和露出岩层，特别是布兰德威格岩石。 另一特色是大量绘着圣岩石画的洞穴。公园内野生生物包括猫鼬、大羚羊、斑马和100余种鸟类。它是自由州唯一的国家公园，其秀美风景比之野生生物更为闻名。公园里还发现包括恐龙蛋和骨架在内的大量古生物化石。

## 地理和气候

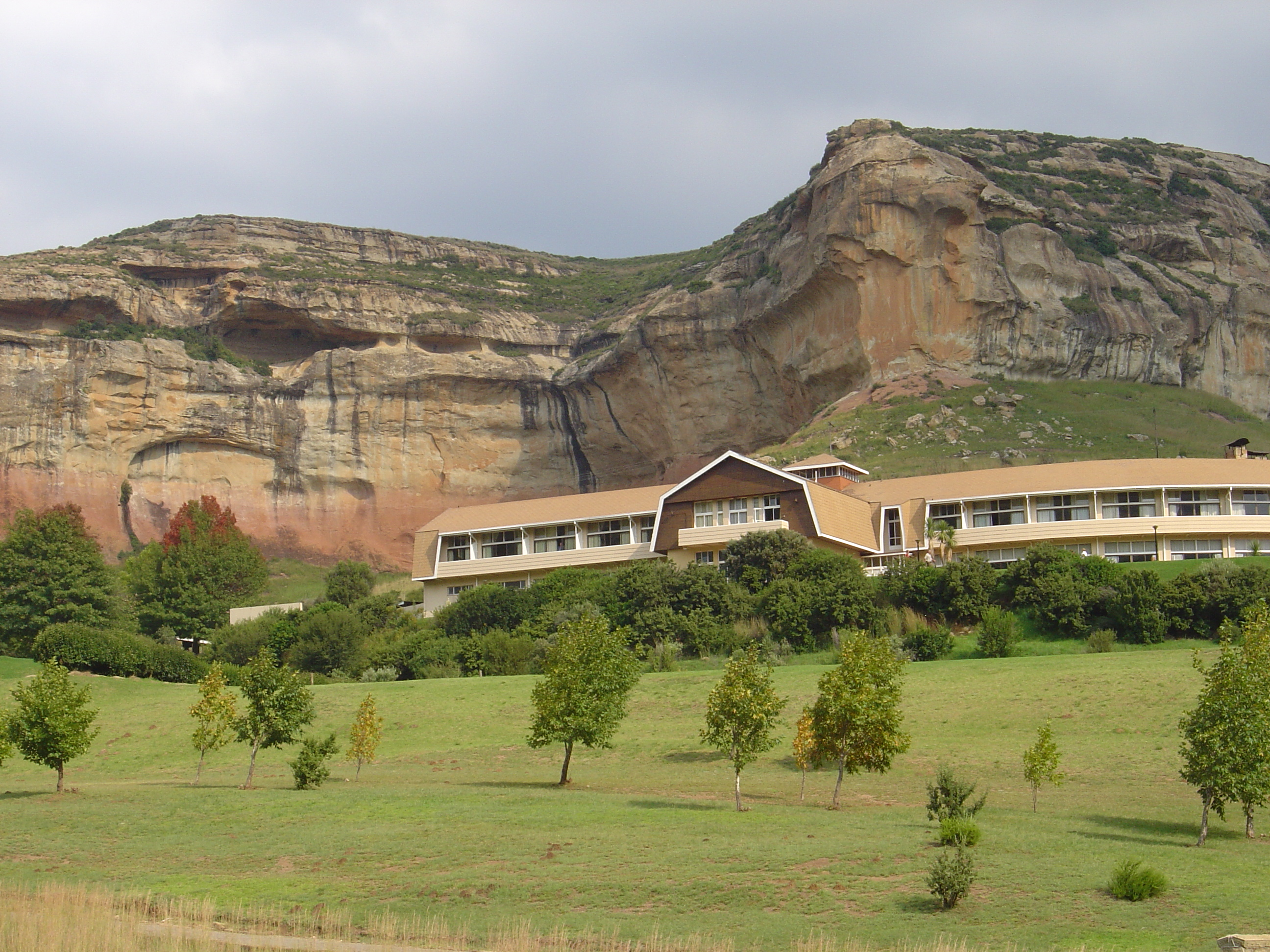
金门高地国家公园的金门酒店。

金门指的是在金门坝山谷两侧的砂岩悬崖。1875年，名叫J.N.R.范·雷南的农民和其妻子在去往乌尔兰德的新农庄时在此停留。当他看见最后一道落日余晖落在悬崖上时，就将这里命名为“金门”。
1963年，为保护该区美丽的自然景观，47.92km²的土地被宣告成为国家公园。1981年，公园扩大到62.41km²（15,420英亩），1988年再度发展为116.33km²（28,746英亩）。2004年，公园与毗邻的库瓦国家公园相连。 2007年，完成了库瓦国家公园的合并，公园面积增至340km²（84,016英亩）。
公园距约翰内斯堡320km，在克莱伦斯和科斯特尔村附近，在小卡列登上游。公园坐落在自由州东部的罗伊伯格，马卢蒂山山麓下。卡列登河构成了公园南部边界，也是自由州和莱索托的边界。公园最高峰为里博库普，海拔2，829m（9,281英尺）。
公园位于南非高原区东部，从6月至8月气候干燥向晴。10月至4月为阵雨、冰雹和雷雨。冬季漫天降雪。每年降雨量相对充足，约为800毫米（30英寸）。

## 植被
公园含有丰富的高原和山地草原植物，草类多达50余种，还有大量的球茎和药草。每种草都有自身的花期，这意味着整个夏季都能看到盛开的鲜花。公园还拥有非洲原始森林和在高海拔奥非裔高山草原，这在南非是很稀缺的品种。南树（Ouhout）是一个常绿品种，在公园是最常见的一个常见品种。南树是甲虫最喜欢的栖息地，公园里有117种昆虫出现在这些树上。隆巴尔迪白杨和杨柳是公园引进的品种，并因为与东自由州的文化历史关系而保留下来。公园中的其他外来物种如金合欢树和蓝桉，都已被系统得根除了。

## 野生生物
公园没有引入“非洲五霸”，而是引入巨型环尾蜥和沼泽獴。公园里记录在册的有12种老鼠，10种肉食动物和10个羚羊品种。自公园建成，就有短角羚和山苇羚。

### 哺乳类动物

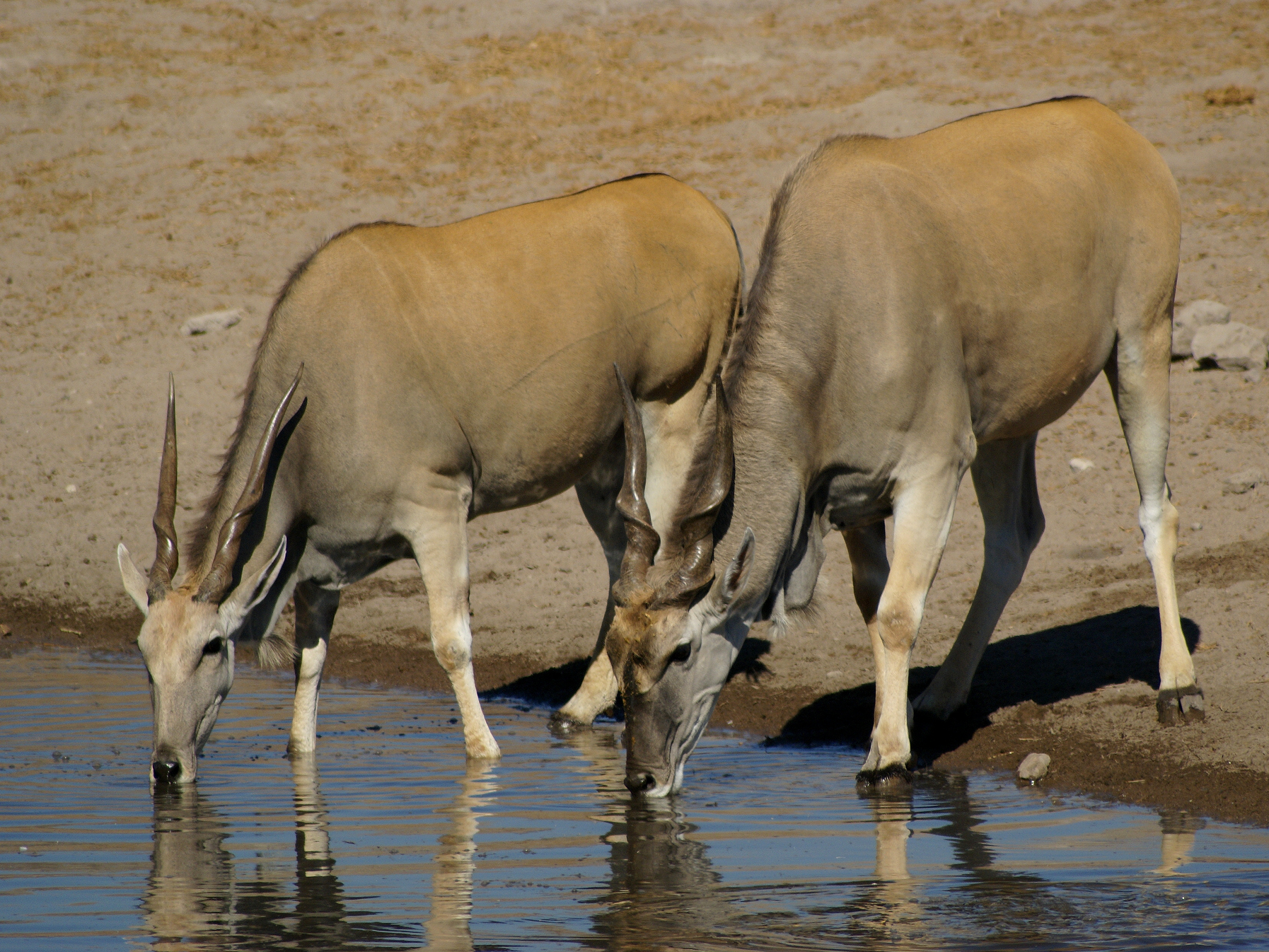
大羚羊
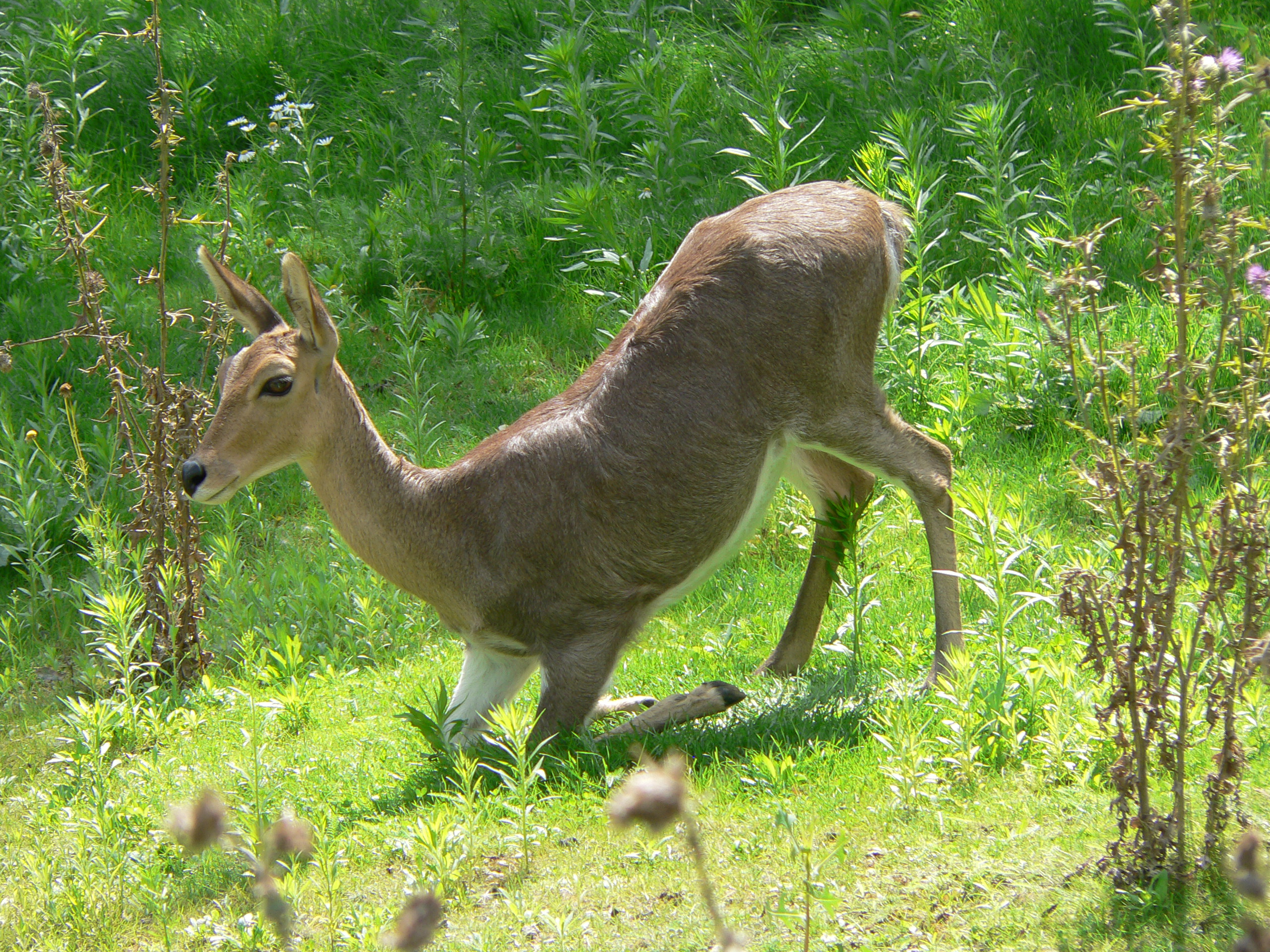
山苇羚
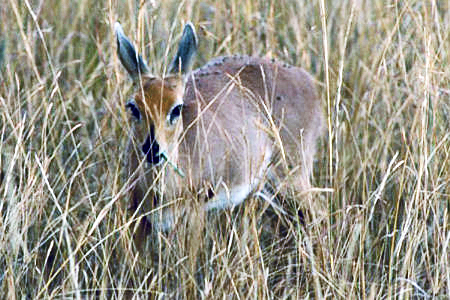
侏羚
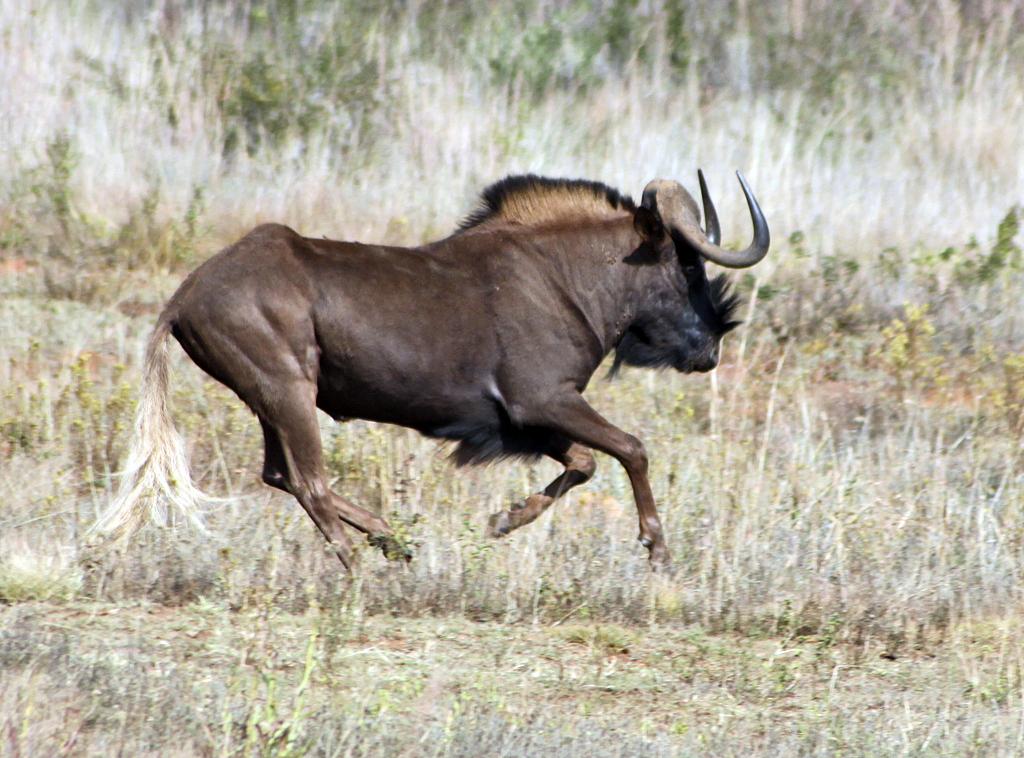
黑角马
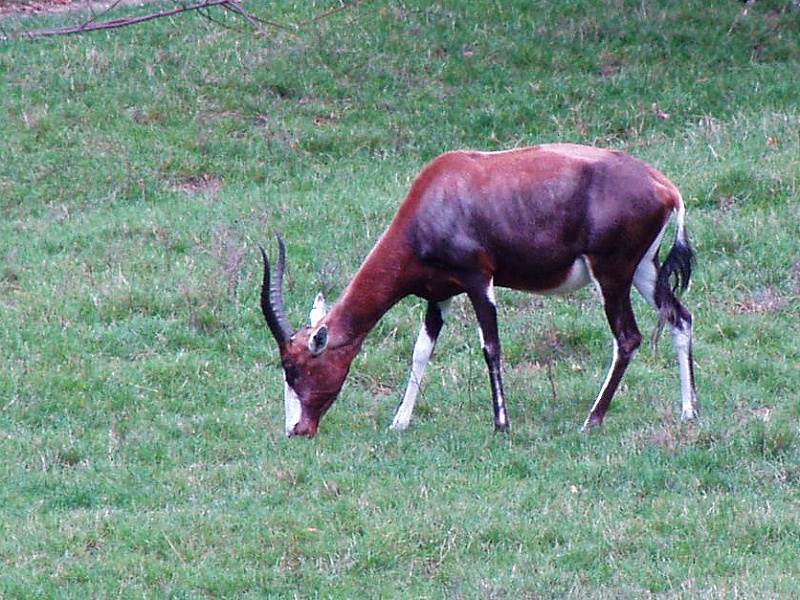
南非白面大羚羊
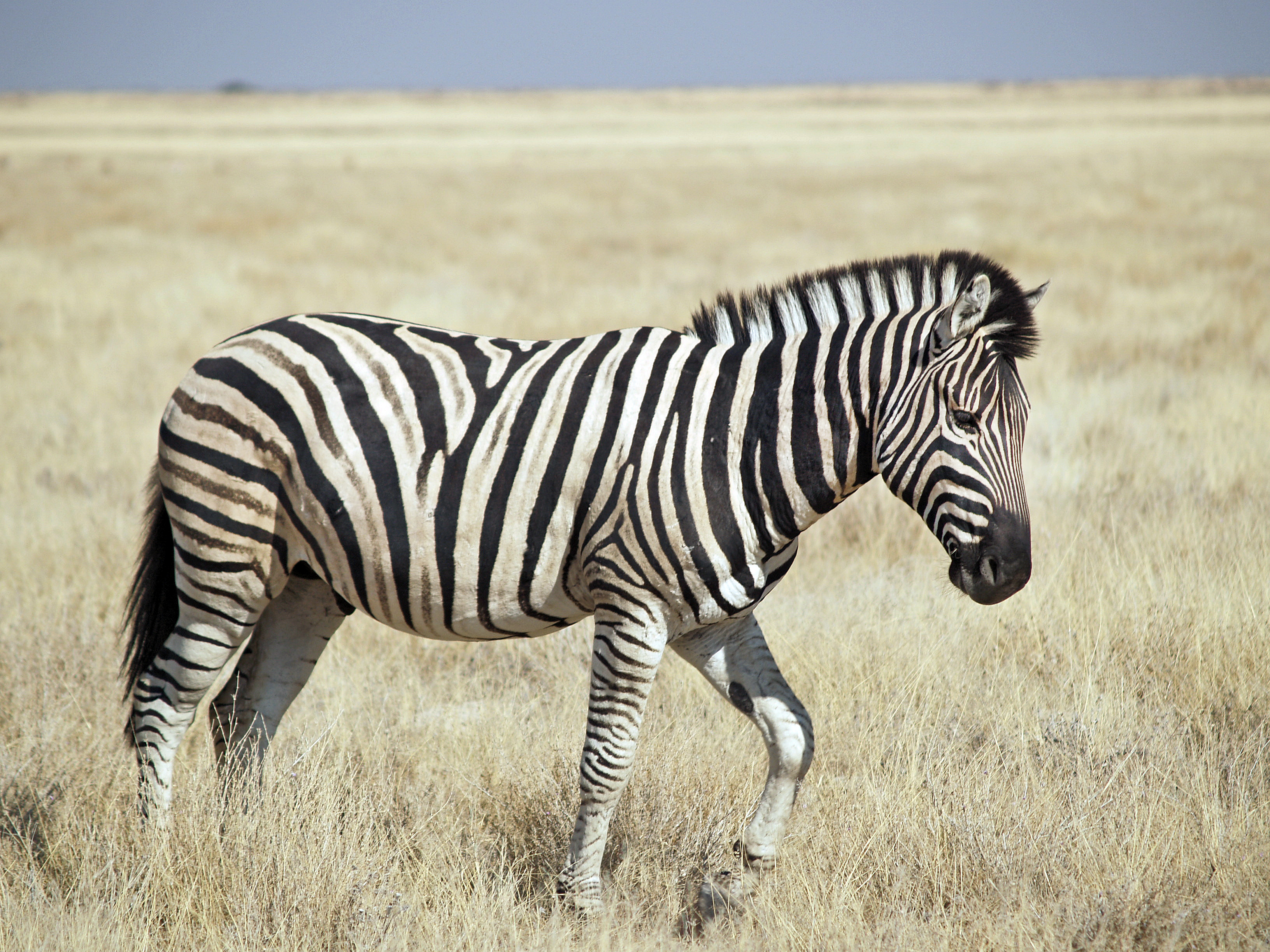
草原斑马
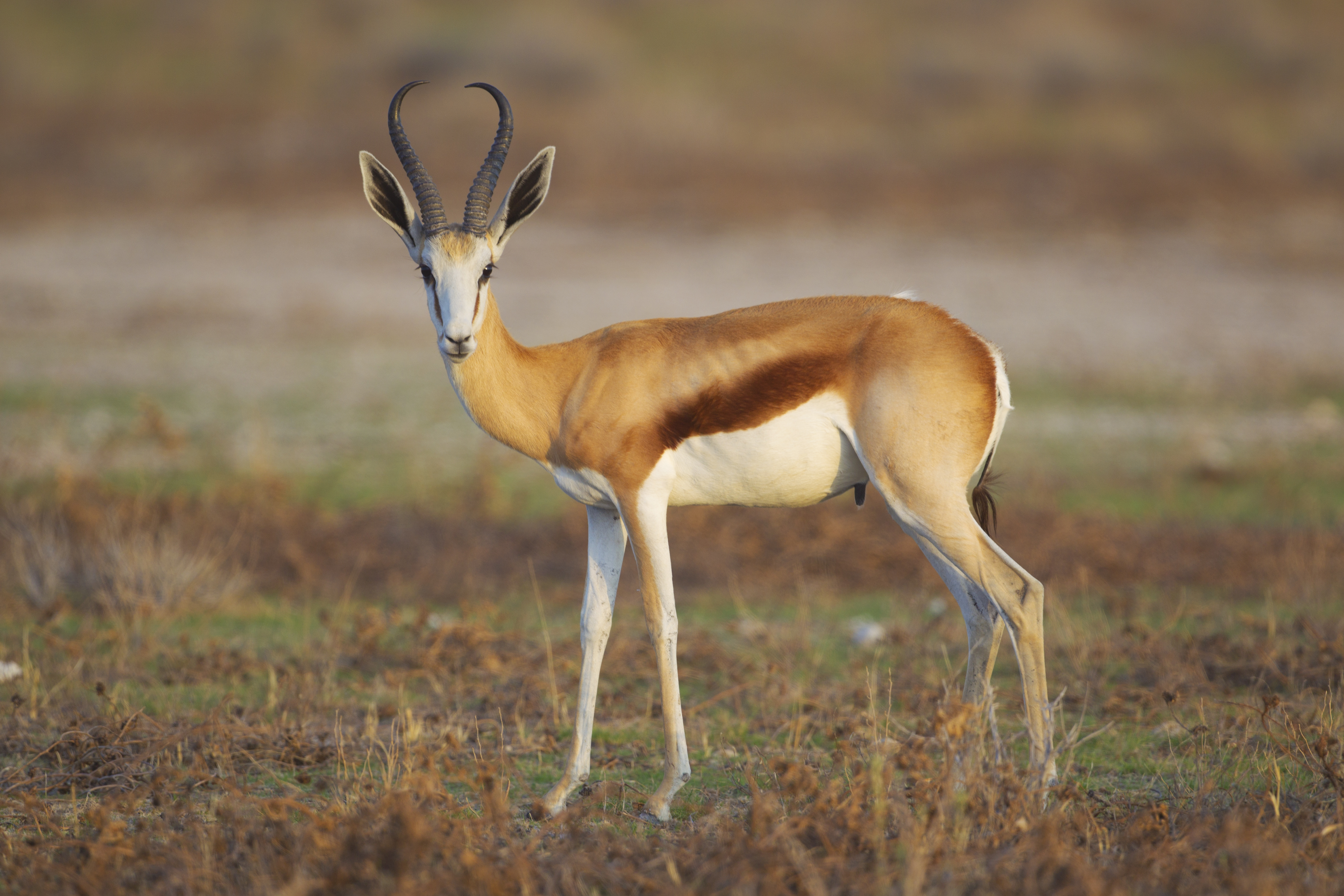
雄跳羚

### 鸟类
公园可以看到210多种鸟类，包括珍稀的胡兀鹫和濒危的南非兀鹫和秃头朱鹭。

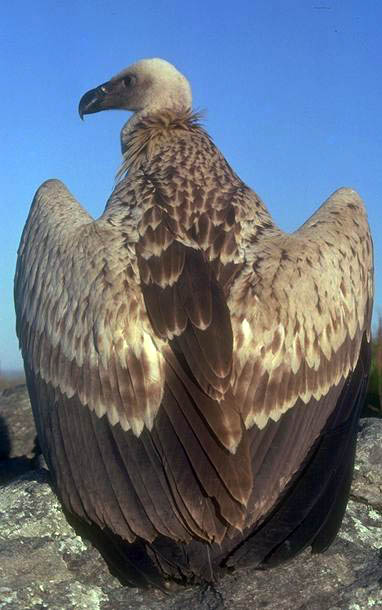
南非兀鹫
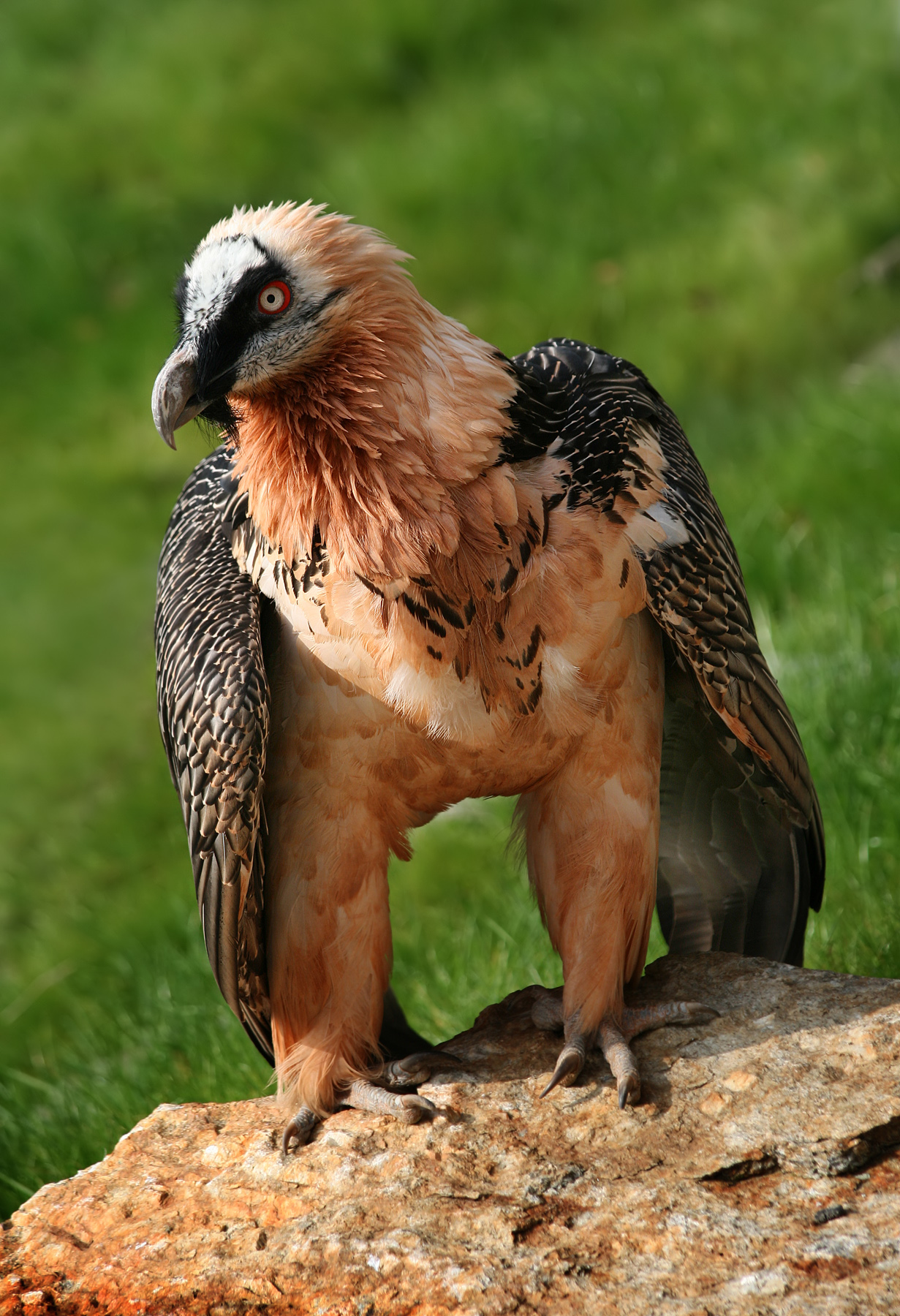
秃鹫
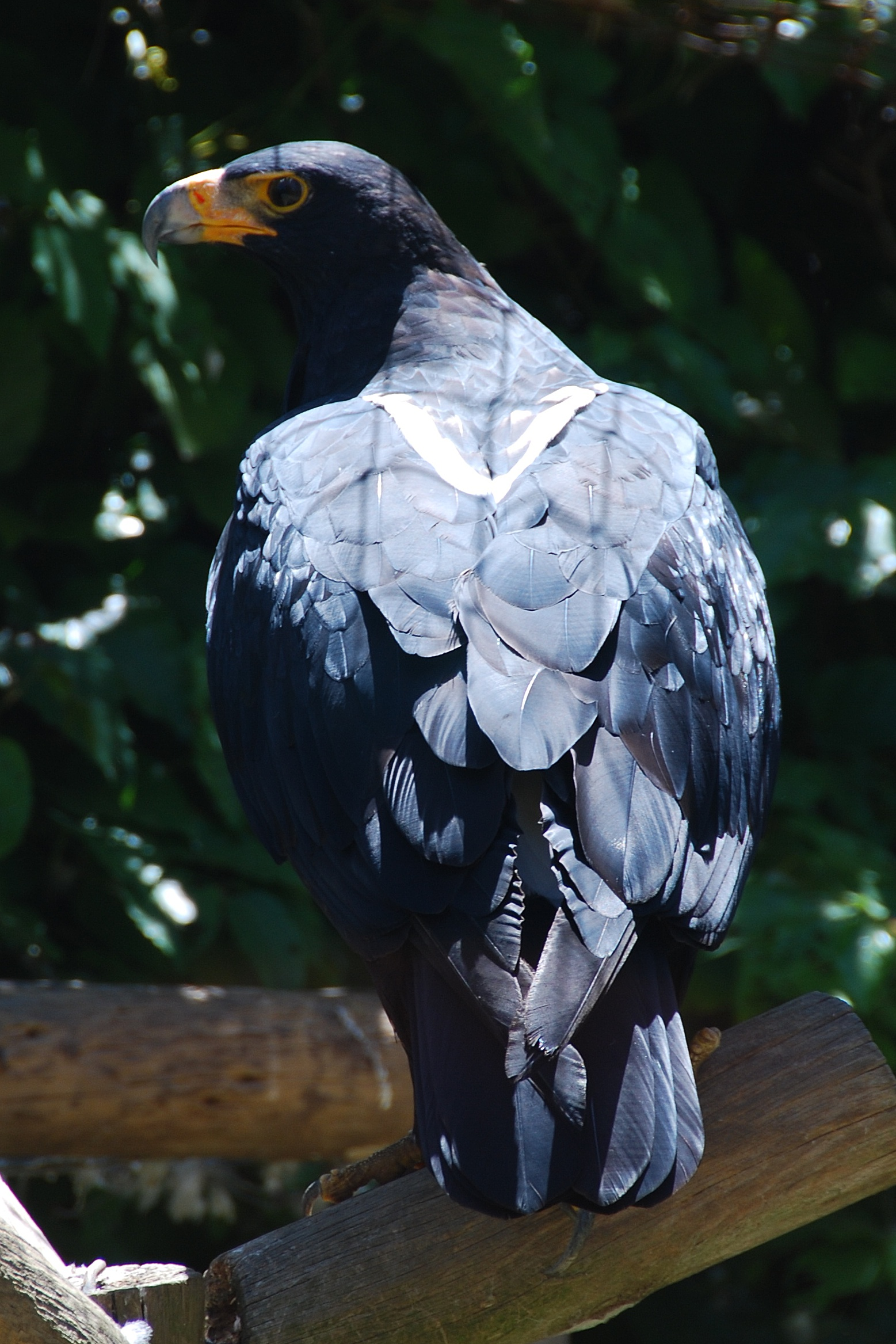
黑雕
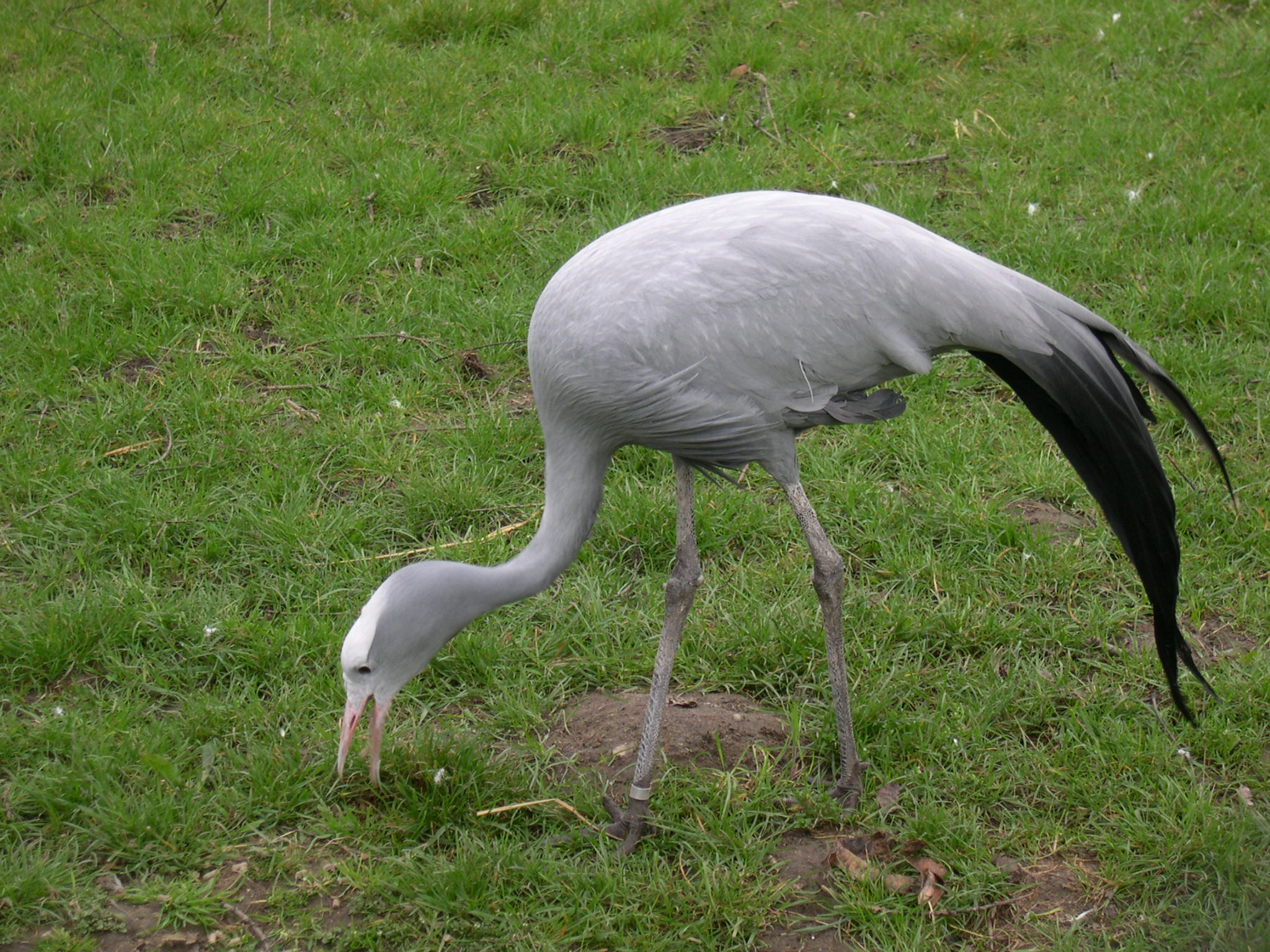
蓝鹤
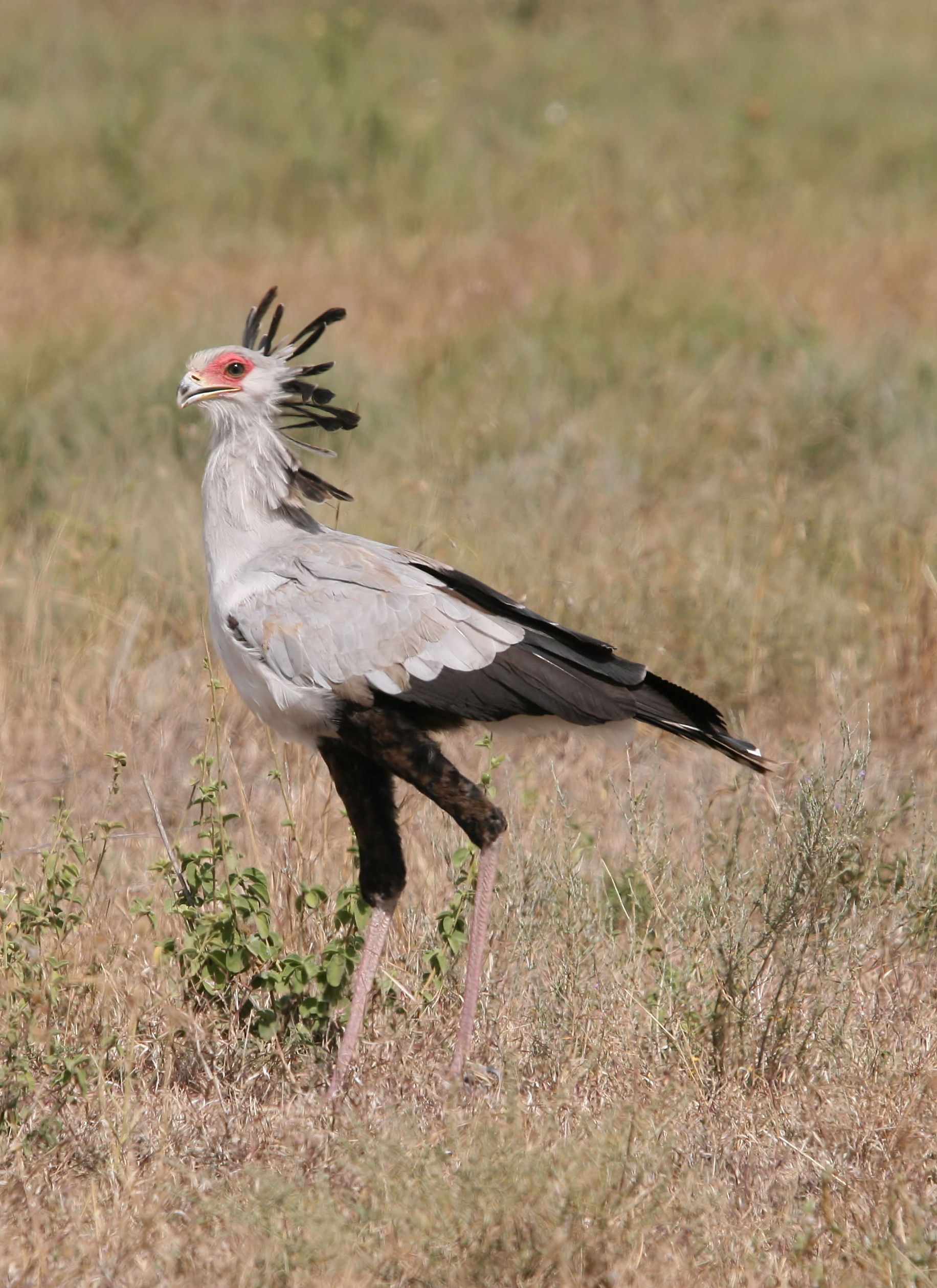
蛇鹫

### 蛇与鱼
公园里的6种蛇类包括鼓腹咝蝰、山蝰、环斑眼镜蛇。

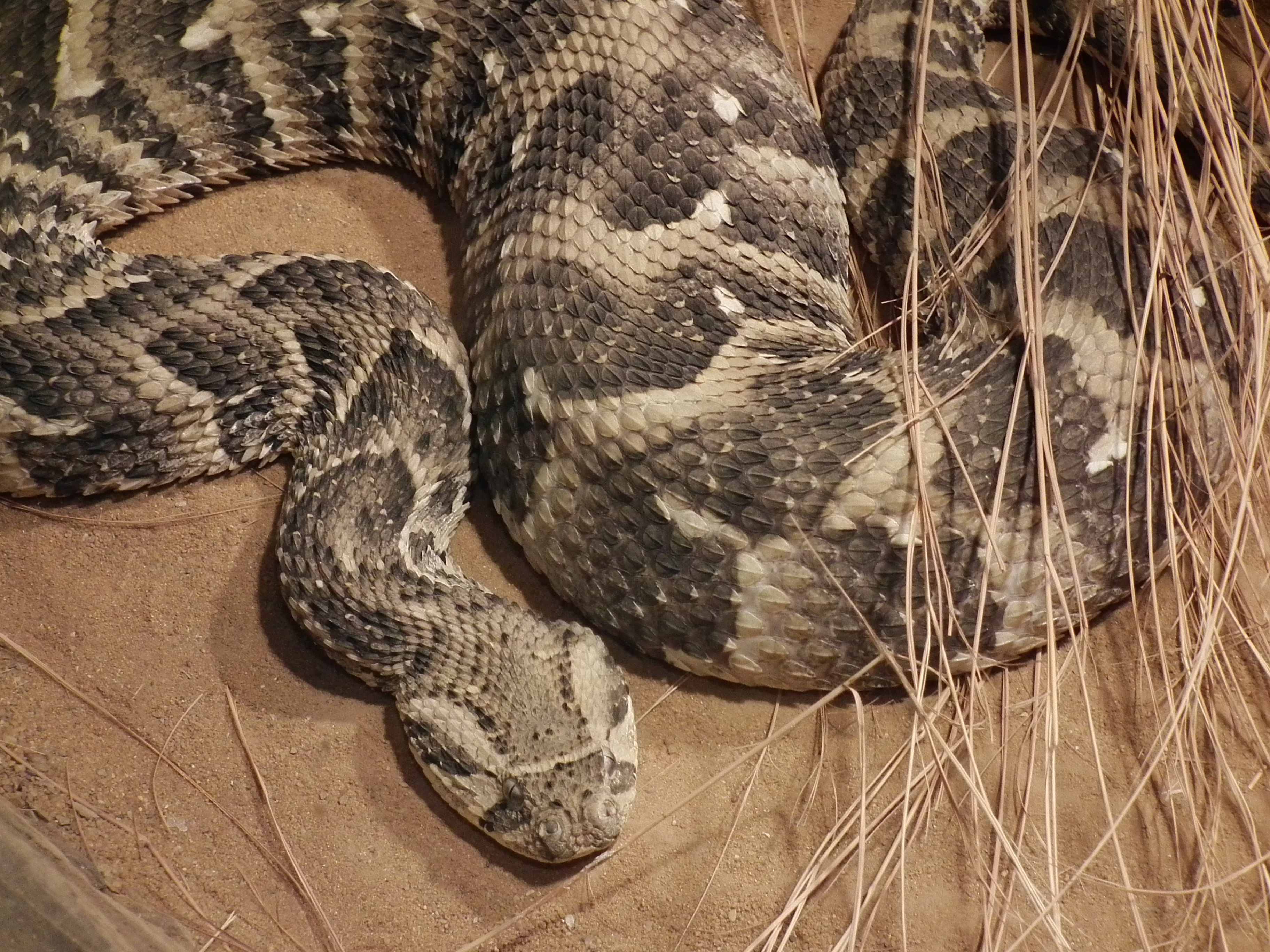
鼓腹咝蝰
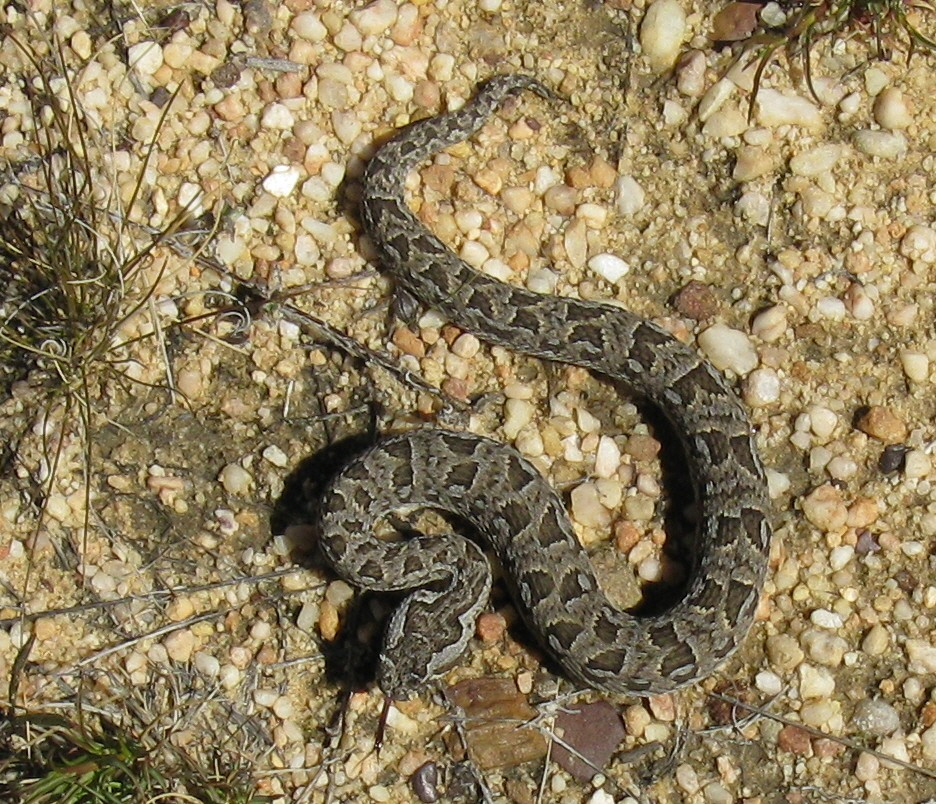
山蝰
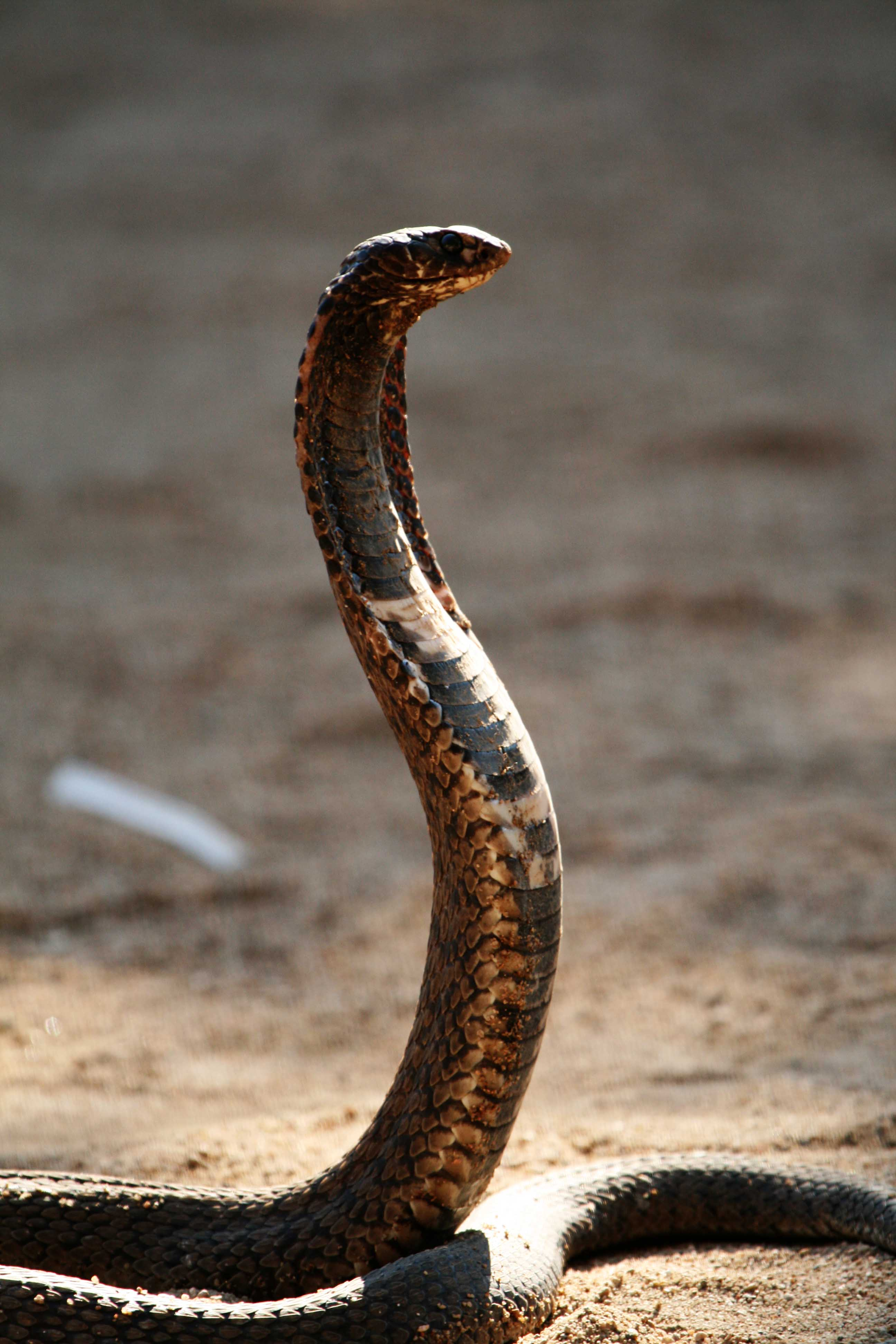
环斑眼镜蛇
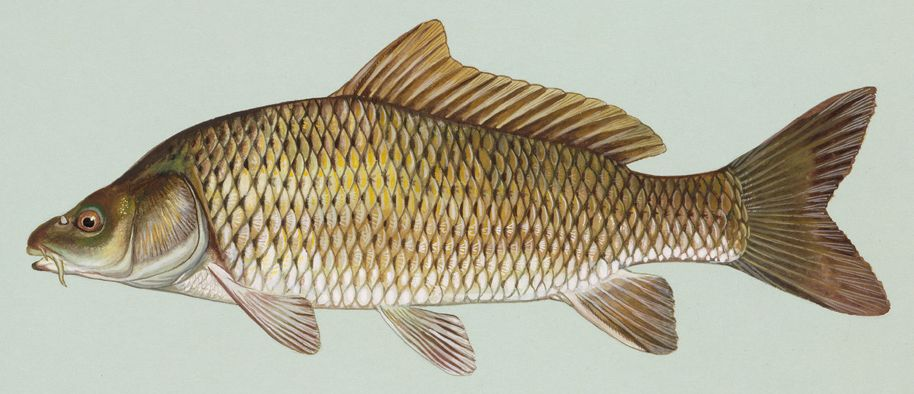
鲤鱼
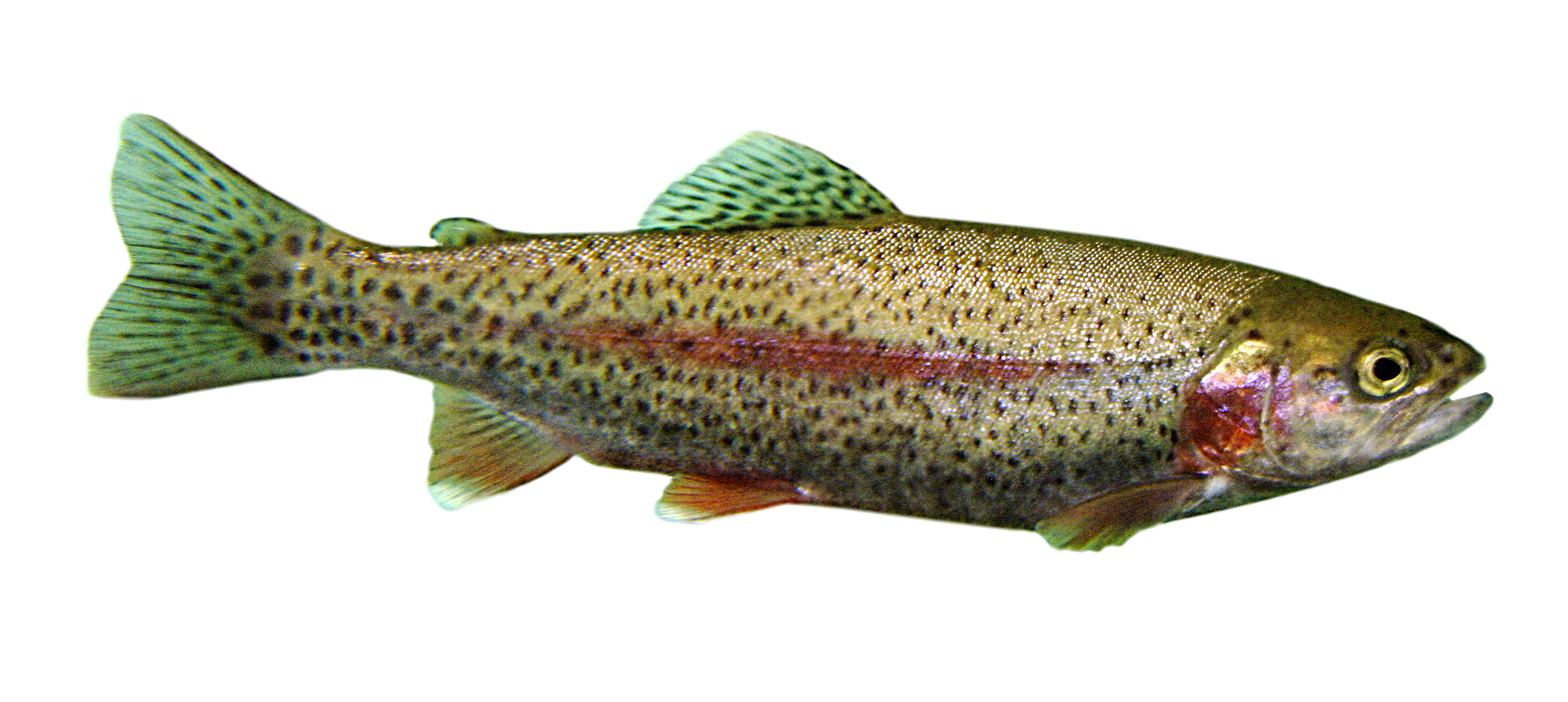
虹鳟鱼
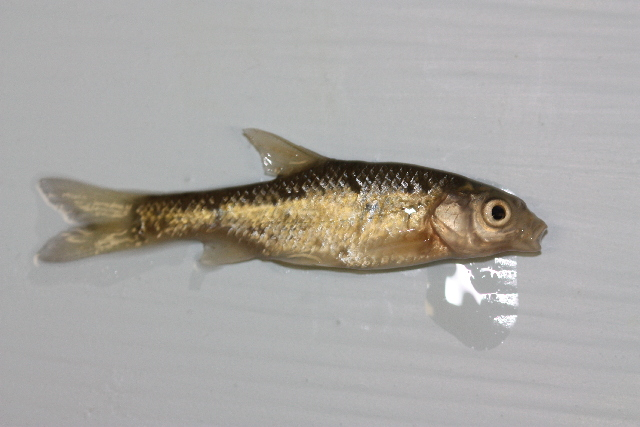
箭鱼

## 地质和古生物学
公园的地质是南非地理学历史的视觉“教科书”。公园的砂岩地层形成了卡鲁超群的上层。这些底层在三叠纪末期风尘沉积时沉积而成的。沉积期间，公园的气候变得逐渐干燥直到干旱的沙漠条件来临，造成了沙丘和砂质沙漠土地，还伴有偶尔的绿洲。1亿9000年前，沙漠熔岩的流出也结束了砂石沉积。
公园里可看到以下顺序的地质层组（从底层数起）：莫尔蒂诺层、埃利奥特层、克莱伦斯层和德拉肯斯堡层。黄褐色的金门和布兰德威格悬崖由克莱伦斯层构成。这一地层厚140-160米（460-520英尺）。德拉肯斯堡层形成于沙漠涌出的玄武岩砂石。它也形成了公园的山顶。在里博库普厚600米（2000英尺）。红色泥岩的埃利奥特层发现了许多恐龙化石。
1978年，在公园里发现了迄今为止最古老的恐龙胚胎。三叠纪的恐龙蛋（2亿2000年至1亿9500年前），原蜥蜴恐龙巨椎龙的胚胎骨骼都变成了化石。公园里已经发现了更多这类蛋的化石。还有其他化石，包括高级的犬齿龙（犬齿动物）、小槽齿龙（牙齿稳固地生长在下巴的动物）、像鸟和像鳄鱼的恐龙。

## 住宿
公园的住宿有格伦·雷南和布兰德威格休息营地可用。在格伦·雷南营拥有旅行和宿营地及所有设施。酒店曾是布兰德威格营的一部分，但自从近期整修后，便由南非国家公园作为金门酒店独立运营。离金门高地国家公园最近的城镇是克莱伦斯（距西部17公里），但通过一个柏油路也极易到达普塔迪特哈巴，驾车穿过入口大门至公园西部。

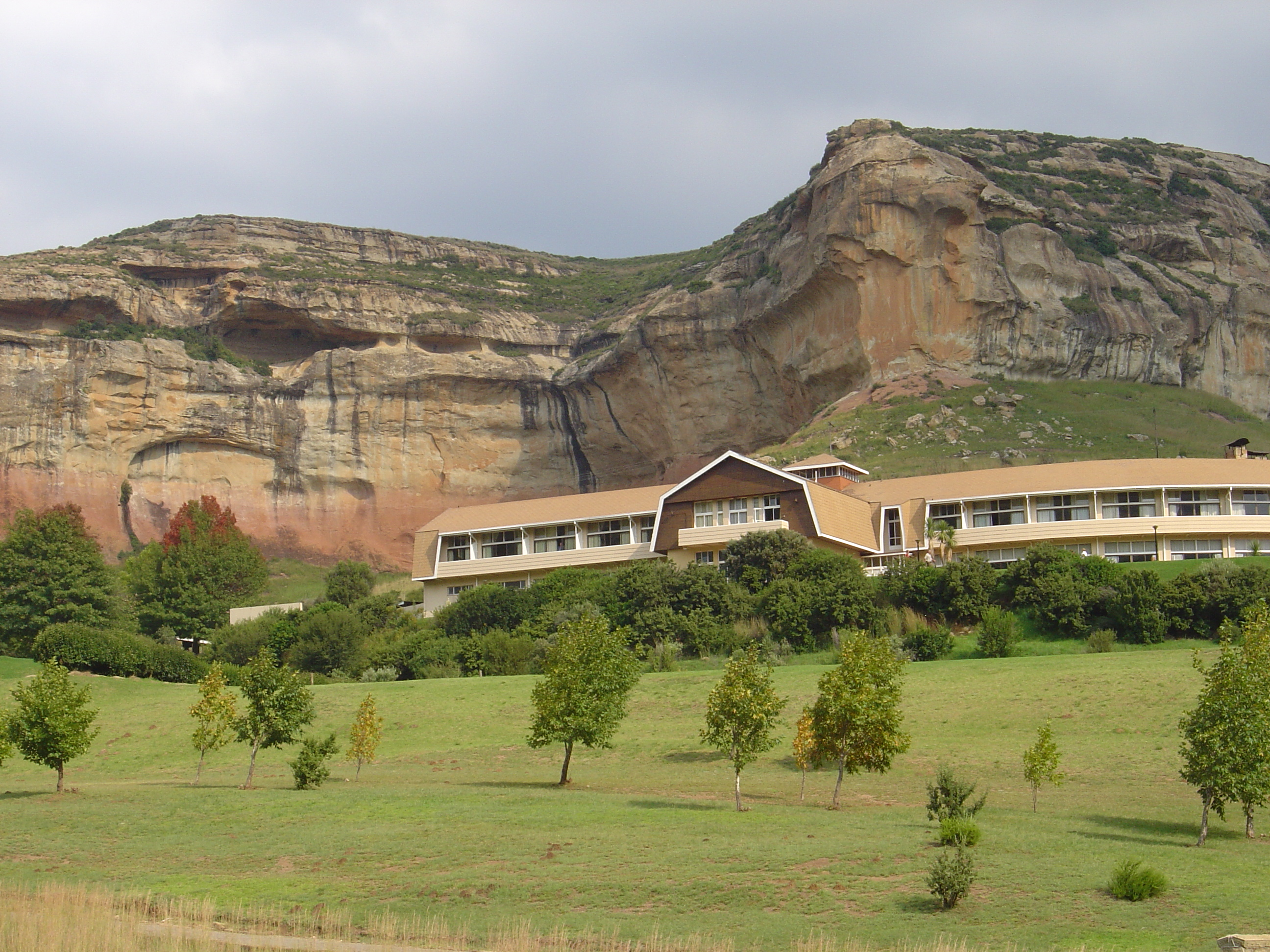
金门酒店。
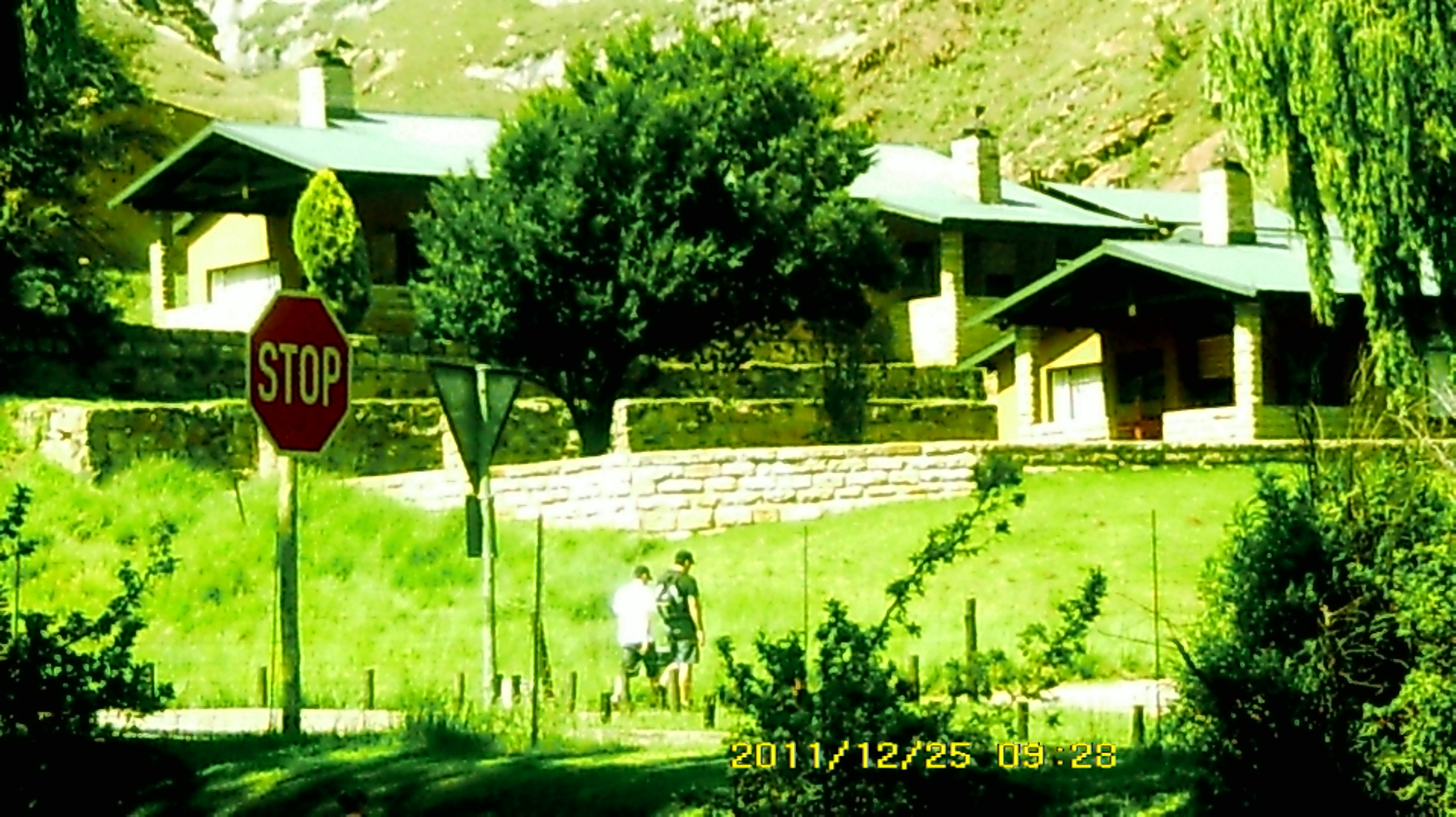
格伦·雷南营。
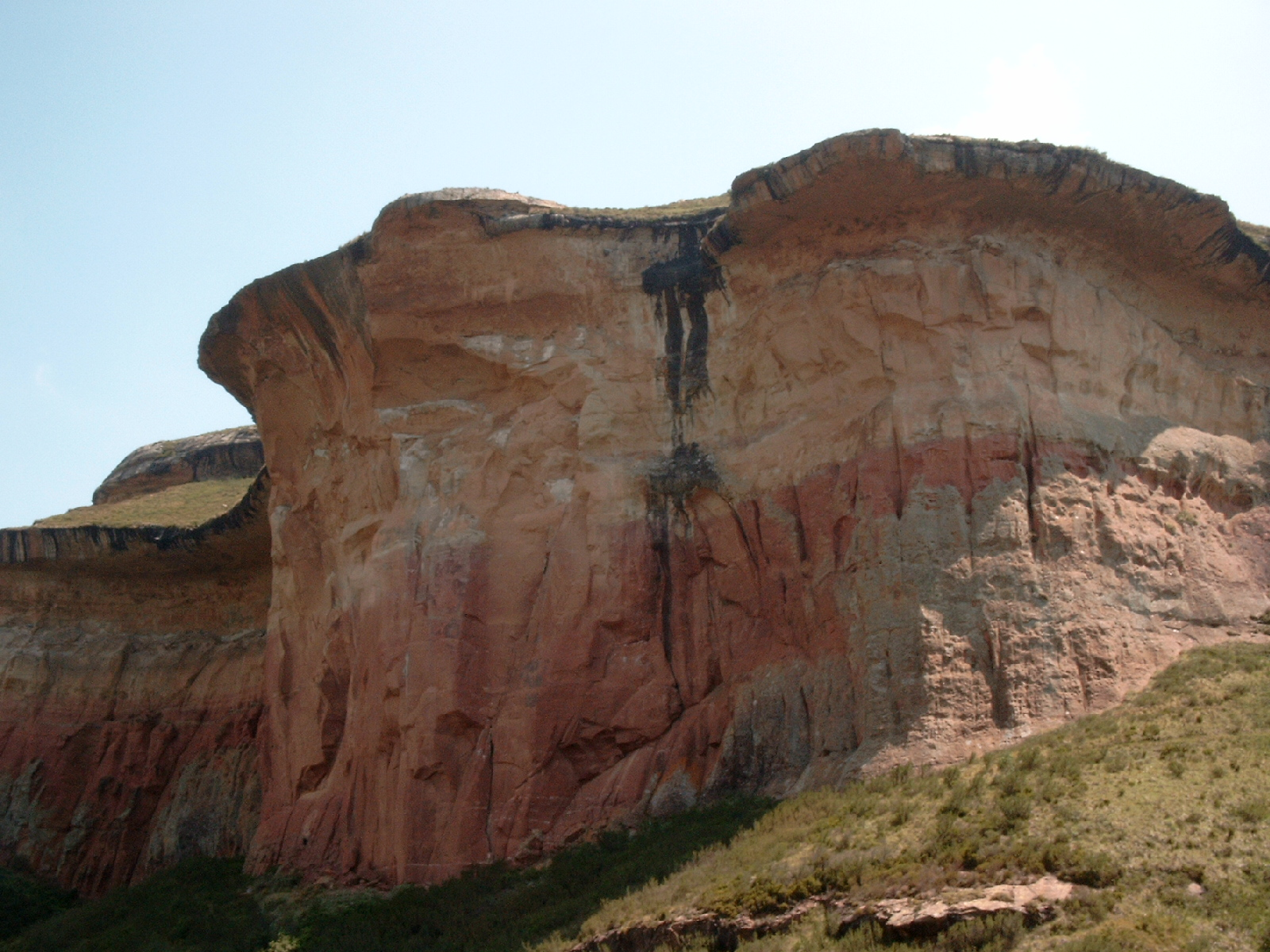
公园里还可找到巨石。

## 同见
- 库瓦国家公园(合并成金门公园，库瓦土地不复存在。)

## 延伸链接
- South Africa National Parks （页面存档备份，存于）官网